# Jiří Vyvadil
Jiří Vyvadil (ur. 2 sierpnia 1954 w Pradze) – czechosłowacki i czeski polityk, przewodniczący Czechosłowackiej Partii Socjalistycznej (1990), wieloletni parlamentarzysta Republiki Czeskiej (1992–2002).

## Życiorys
Ukończył studia prawnicze na Uniwersytecie Karola, po czym pracował jako prawnik i adwokat. Od 1980 był działaczem Czechosłowackiej Partii Socjalistycznej (w latach 1984–1990 prowadził sekretariat ČSS w Zgromadzeniu Federalnym i Czeskiej Radzie Narodowej). W grudniu 1989 przewodniczył delegacji ČSS na rozmowy okrągłego stołu, a w marcu 1990 został wybrany nowym prezesem partii. Obwiniany za klęskę wyborczą podał się do dymisji w czerwcu 1990. W 1992 wszedł do Czeskiej Rady Narodowej z listy Unii Społeczno-Liberalnej (LSU). Rok później przystąpił do ČSSD. W listopadzie 1996 uzyskał mandat senatora Republiki Czeskiej w okręgu Sokolov z ramienia socjaldemokratów. Reprezentował kraj w Zgromadzeniu Parlamentarnym Rady Europy. Po opuszczeniu parlamentu w 2002 zatrudniony jako sędzia okręgowy w Sokołowie, a później w sądzie najwyższym w Pradze. W czasie rządów premiera Jiří Paroubka pracował w Ministerstwie Sprawiedliwości. Obecnie pełni obowiązki doradcy prezesa ČSSD.